# Chilenana exilis
Chilenana exilis är en insektsart som beskrevs av Delong och Freytag 1967. Chilenana exilis ingår i släktet Chilenana och familjen dvärgstritar. Inga underarter finns listade i Catalogue of Life.